# Philotheca nodiflora
Philotheca nodiflora är en vinruteväxtart. Philotheca nodiflora ingår i släktet Philotheca och familjen vinruteväxter.

## Underarter
Arten delas in i följande underarter:
- P. n. calycina
- P. n. lasiocalyx
- P. n. latericola
- P. n. nodiflora